# Regno d'Albania (1928-1939)
Regno albanese (in albanese: Mbretnija Shqiptare) era il nome ufficiale dell'Albania tra il 1928 e il 1939. L'Albania venne proclamata monarchia dall'Assemblea Costituente e il presidente Ahmet Bej Zog venne proclamato re Zog I. Il regno venne sostenuto dal regime fascista in Italia, e i due paesi mantennero stretti rapporti fino all'improvvisa invasione del paese da parte dell'Italia nel 1939. Zog fuggì in esilio e non rivide mai il suo paese. Il Partito del Lavoro d'Albania ottenne il controllo del paese verso la fine della seconda guerra mondiale, stabilì un governo comunista e depose formalmente Zog.

## Il regno di Zog
Nel 1928, il presidente Zogu ottenne il consenso del parlamento al proprio scioglimento. Una nuova assemblea costituente modificò la costituzione facendo dell'Albania un regno e trasformando Zog in Zog I, "Re degli Albanesi" . Il riconoscimento internazionale arrivò immediatamente. La nuova costituzione abolì il Senato albanese e creò un'Assemblea unicamerale. Sebbene nominalmente un monarca costituzionale, in pratica il re Zog mantenne i poteri dittatoriali che aveva ricoperto come presidente. Le libertà civili rimasero più o meno inesistenti e gli oppositori politici vennero spesso imprigionati e uccisi. Pertanto, a tutti gli effetti, l'Albania rimase una dittatura militare.
Subito dopo il suo giuramento ufficiale come monarca, il re Zog ruppe il suo fidanzamento con la figlia di Shefqet Vërlaci. Vërlaci ritirò il suo sostegno al re ed iniziò a complottare contro di lui. Zog aveva accumulato un gran numero di nemici nel corso degli anni e la tradizione albanese della vendetta di sangue richiedeva loro di tentare di ucciderlo. Zog si circondava di guardie e raramente appariva in pubblico. I lealisti del re disarmarono tutte le tribù dell'Albania ad eccezione dei membri della sua tribù Mati e dei loro alleati, i Dibra. Tuttavia, durante una visita a Vienna nel 1931, Zog e le sue guardie del corpo combatterono uno scontro a fuoco con aspiranti assassini sui gradini del Teatro dell'Opera (vedi Zog I d'Albania#I pericoli per Zog durante il suo regno).
Zog rimase sensibile alla crescente disillusione per il dominio dell'Albania da parte del Regno d'Italia. Il Regio Esercito Albanese, sebbene sempre forte di 15.600 uomini, prosciugò i fondi del Paese e il monopolio degli italiani sull'addestramento delle forze armate irritava l'opinione pubblica. Come contrappeso, Zog mantenne gli ufficiali britannici nella Gendarmeria reale albanese nonostante le forti pressioni italiane per rimuoverli. Nel 1931, il re Zog si oppose apertamente agli italiani, rifiutandosi di rinnovare il Primo trattato di Tirana del 1926.
Durante la crisi del 1929-1933, Zog chiese agli italiani un prestito di 100 milioni di franchi d'oro nel 1931, e la richiesta venne approvata dal Regio Governo Italiano.
Nel 1932 e nel 1933, l'Albania non poteva effettuare il pagamento degli interessi sui suoi prestiti dalla Società per lo sviluppo economico dell'Albania. In risposta, Roma aumentò la pressione, chiedendo a Tirana di nominare italiani per dirigere la Gendarmeria, unire l'Italia in un'unione doganale, concedere all'Italia il controllo dello zucchero, del telegrafo e dei monopoli elettrici del paese, insegnare la lingua italiana in tutte le scuole albanesi ed ammettere coloni italiani. Zog rifiutò. Invece, ordinò il taglio del bilancio nazionale del 30%, dimise i consiglieri militari italiani e nazionalizzò le scuole cattoliche gestite da italiani nella parte settentrionale del paese.
Nel giugno 1934, il Regno d'Albania aveva firmato accordi commerciali con il Regno di Jugoslavia e la Grecia e Benito Mussolini aveva sospeso tutti i pagamenti a Tirana. Un tentativo italiano di intimidire gli albanesi inviando una flotta di navi da guerra della Regia Marina in Albania fallì perché gli albanesi permisero alle forze di sbarcare solo disarmate. Mussolini tentò quindi di riscattare gli albanesi. Nel 1935 presentò in dono al governo albanese 3 milioni di franchi d'oro.
Il successo di Zog nello sconfiggere due ribellioni locali convinse Mussolini che gli italiani dovevano raggiungere un nuovo accordo con il monarca albanese. Le relazioni con l'Italia migliorarono nel 1936. Un governo di giovani guidati da Mehdi Frashëri, un illuminato amministratore bektashi, ottenne dall'Italia l'impegno di mantenere le promesse finanziarie che Mussolini aveva fatto all'Albania, e di concedere nuovi prestiti per migliorie portuali a Durazzo e altri progetti che mantennero a galla il governo reale albanese. Ben presto gli italiani iniziarono a prendere posizione nel servizio civile albanese e ai coloni italiani venne permesso di entrare nel paese.

## Economia
Nel 1928 venne adottato lo Statuto Base, insieme a un codice civile e venne istituita la riforma agraria, sopprimendo il ferexhesë. La Legge islamica venne sostituita dal Codice civile svizzero, seguendo il modello di Mustafa Kemal Atatürk in Turchia. Il re Zog sostenne l'introduzione dell'architettura moderna e cercò di migliorare il benessere, la bilancia commerciale e l'istruzione della gioventù albanese.
Nel 1929, il mondo fu colto da una grande crisi causata dalla sovrapproduzione. I suoi effetti furono molto dannosi per l'Albania. Durante quest'anno, Zog vide i primi segni della crisi, principalmente nel sistema finanziario e nel sistema monetario; essi divennero più sensibili nel 1930. Il picco della crisi fu tra il 1934 e il 1935. La maggior parte delle industrie rimase paralizzata o fallì. La crisi colpì profondamente tutti i sistemi creditizi. In questo periodo, a causa del perdurare del disavanzo di bilancio e delle difficoltà finanziarie evidenti in molte aree e settori del Paese, i prestiti venivano contratti dai paesi occidentali, ma la maggior parte dall'Italia.
Nel 1931 l'agricoltura albanese fu colpita da una grave siccità che provocò gravi conseguenze sull'approvvigionamento alimentare nazionale. Nel 1932, a seguito di questa situazione, venne importato il 33% in più di grano e mais.

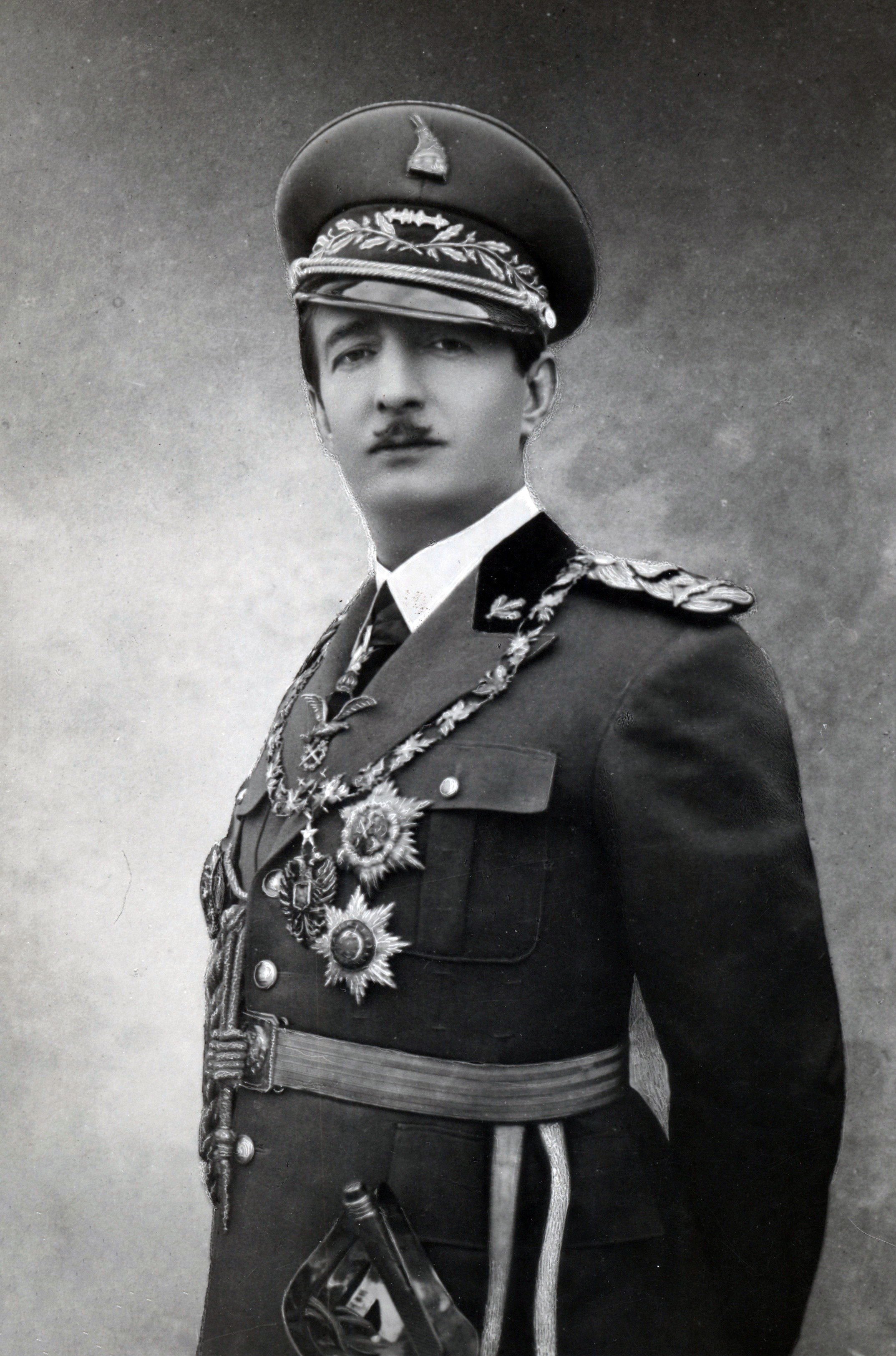
Re Zog d'Albania

La crisi del 1930-1934 differiva in molti modi: la percentuale della popolazione che viveva con un'occupazione non agricola venne ridotta dal 15,9% nel 1930 al 15,4% nel 1938. Le esportazioni albanesi crebbero da 2 milioni di franchi d'oro a 12 milioni tra il 1923 e il 1931, ma scesero ai livelli del 1923 nei due anni successivi. Una situazione difficile si verificò tra il 1935 e il 1936 quando il governo venne costretto a distribuire aiuti alimentari d'urgenza nelle zone povere. I luoghi che vendevano merci albanesi imponevano tariffe sulle importazioni di formaggio e burro. La crisi colpì il settore zootecnico, che rappresentava il 70% del totale delle esportazioni nazionali. Un altro impatto significativo fu l'istituzione della cosiddetta "tassa xhelepit", che si applicava al capo/bestiame. Nel 1933 lo stato ridusse le tasse del 50%.
I contadini rappresentavano la stragrande maggioranza della popolazione albanese. L'Albania non aveva praticamente alcuna industria e il potenziale idroelettrico del paese era praticamente inutilizzato. Il petrolio era la principale risorsa estraibile del paese. Gli italiani rilevarono le concessioni di trivellazione petrolifera di tutte le altre compagnie straniere nel 1939 creando la società "Sveja". Un oleodotto tra il giacimento petrolifero di Kuçovë e il porto di Valona accelerò le spedizioni di petrolio greggio alle raffinerie italiane. Questa società si occupava delle risorse naturali dell'Albania. L'Albania possedeva anche: bitume, lignite, ferro, cromite, rame, bauxite, manganese e dell'oro. Scutari aveva una fabbrica di cemento; Coriza, un birrificio; e Durazzo e Scutari, fabbriche di sigarette che utilizzavano tabacco coltivato localmente.
Nel 1934 il prezzo del grano raggiunse il livello più basso, a circa 7,5 franchi d'oro. Un forte calo dei prezzi, soprattutto nel settore agricolo e zootecnico, condizionò le politiche monetarie e creditizie della Banca Commerciale Nazionale. Negli anni della crisi la banca ridusse la quantità di moneta in circolazione, il che aggravò la deflazione. Il valore artificialmente aumentato del franco abbassò i prezzi dei prodotti. A metà del 1935 l'Albania entrò in una fase di ripresa. L'industria si riprese e Zog creò incentivi fiscali, soprattutto per i cementifici, che vennero esentati dalle tasse per tre anni.
Tra il 1933 e il 1935, lo sviluppo economico emerse nei settori dell'agricoltura, dell'allevamento e del capitale industriale. Iniziò la costruzione di strade e ponti, insieme a cinquantatré collegamenti di posta telegrafica.
Durante gran parte del periodo tra le due guerre, gli italiani occuparono la maggior parte dei lavori tecnici nell'economia albanese. L'Albania aveva quattro porti: Durazzo, San Giovanni di Medua, Valona e Saranda. Le principali esportazioni dell'Albania erano petrolio, pelli di animali, formaggio, bestiame e uova. Le importazioni principali erano grano ed altri prodotti alimentari, prodotti in metallo e macchinari. Nel 1939, il valore delle importazioni dell'Albania era quattro volte quello delle sue esportazioni. Circa il settanta per cento delle esportazioni dell'Albania andava in Italia. Le fabbriche italiane fornivano circa il quaranta per cento delle importazioni dell'Albania e il governo italiano pagava il resto.
Nel 1938 ci fu un'attivazione generale del capitale nazionale nell'industria. In questo periodo il numero delle imprese arrivò a 244, mentre il numero dei dipendenti dell'amministrazione statale salì a 7.435. La produzione industriale aumentò, mentre l'agricoltura diminuì. Nel 1938, la superficie totale dei terreni agricoli era stimata in 1 163 ettari (2 874 acri), circa il 39,5% della proprietà demaniale e privata occupata, mentre i piccoli proprietari possedevano il 60%.
La produzione di cereali in Albania non soddisfaceva i suoi bisogni. La produzione di grano era stimata in circa 38.000 tonnellate, mentre la produzione di mais era di 143.000 tonnellate. Dopo la crisi, la produzione di colture industriali aumentò. Il tabacco rappresentava circa 1 100 ettari (2 600 acri). Si coltivavano anche colture di cereali. I corniciai piantarono circa 1,2 milioni di radici per colture di cereali, 100.000 radici di agrumi, 41,5 milioni di radici di vigneti e 1,6 milioni di radici di ulivi.
Durante il periodo tra il 1936 e il 1938 l'economia si riprese. L'interscambio fu di 32,7 milioni di franchi d'oro, con una crescita del 65%. Le esportazioni crebbero del 61,5% e le importazioni del 67,3%. Le esportazioni nel 1938 rappresentavano il 66,3% del livello del 1928. Durante il periodo 1936-1938 il bilancio statale era aumentato. Il periodo del regno albanese fu caratterizzato dal crescente numero di opere di pubblica utilità; nel 1939 le imprese del settore edile erano trentasei.
Durante questo periodo di undici anni vennero compiuti seri sforzi per creare una rete stradale nazionale con un investimento di sessanta milioni di franchi d'oro presi a prestito dal Regno d'Italia. Durante il decennio 1929-1939 vennero costruiti 850 km di strade principali, 456 km di strade secondarie, 4.062 piccoli ponti lunghi 10.250 miglia e settantasei ponti principali lunghi 2.050 miglia. Questo periodo introdusse anche la costruzione di una rete fognaria e, per la prima volta, vennero investiti soldi per costruire segmenti di strade nella parte settentrionale dell'Albania. Le strade più importanti erano: Scutari-Pukë, Mat-Bishop Bridge, Krujë-Mat, Tirana-Elbasan, Lushnjë-Mbrostar, Coriza-Burrel, Burrel-Dibër, Tirana-Shijak-Durazzo, Tirana-Ndroq-Durazzo e Tirana-Krrabë-Elbasan. Ingegneri dall'Europa vennero impiegati per completare questi progetti. Nel 1938, il valore degli investimenti raggiunse i 150 milioni di lek albanesi (prezzi in valuta del 1961). Alla vigilia dell'invasione fascista, l'Albania disponeva di 300 camion, 20 autobus e 200 auto e pickup.
Nel 1938 vennero trasportate 95.000 tonnellate di merci, pari a 1 milione di tonnellate per chilometro. Nello stesso periodo, il fatturato totale delle merci nel commercio al dettaglio ammontava a 3.900 milioni a prezzi del 1947. Il 28 novembre 1938 iniziò a trasmettere Radio Tirana, la stazione radiofonica nazionale. Iniziò la costruzione del porto di Durazzo. La costruzione di opere di rinforzo, canali di irrigazione, ecc. venne interrotta con l'inizio della seconda guerra mondiale (1939-1945).

## Forze armate

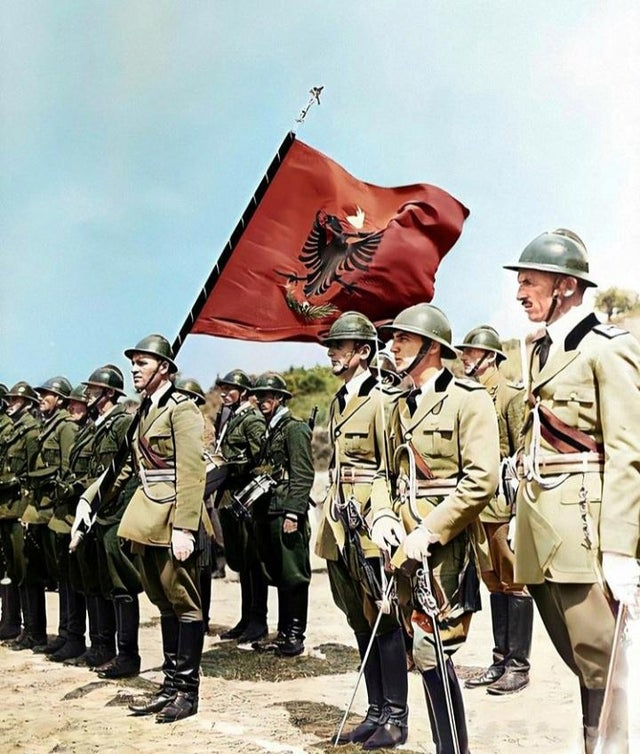
Guardia d'onore del Regio Esercito albanese intorno al 1939.

Il Regio Esercito Albanese fu l'esercito del regno albanese e del re Zog dal 1928 al 1939. Il suo comandante in capo era il re Zog; il suo comandante era il generale Xhemal Aranitasi; il suo capo di stato maggiore era il generale Gustav von Myrdacz. L'esercito venne finanziato principalmente dall'Italia durante il periodo tra il 1936 e il 1939. L'esercito aveva 15.600 uomini regolari e 29.860 uomini di riserva.

## Condizioni sociali
Povera e remota, l'Albania rimase decenni indietro rispetto agli altri paesi balcanici nello sviluppo educativo e sociale. Solo circa il 13% della popolazione viveva in città. L'analfabetismo affliggeva quasi l'intera popolazione. Circa il 90% dei contadini del paese praticava l'agricoltura di sussistenza, utilizzando metodi e strumenti antichi, come l'aratro di legno. Gran parte dei terreni agricoli più ricchi del paese giaceva sott'acqua nelle paludi costiere infestate dalla malaria. L'Albania non aveva un sistema bancario, una ferrovia, un porto moderno, un esercito efficiente, un'università o una moderna macchina da stampa. Gli albanesi avevano il più alto tasso di natalità ed il più alto tasso di mortalità infantile d'Europa, e l'aspettativa di vita per gli uomini era di circa trentotto anni.
La Croce Rossa Americana aprì scuole e ospedali a Durazzo e Tirana, e un lavoratore della Croce Rossa fondò una sezione albanese dei Boy Scouts a cui tutti i ragazzi tra i dodici e i diciottenni vennero successivamente tenuti ad aderire per legge. Sebbene centinaia di scuole fossero state aperte in tutto il paese, nel 1938 solo il 36% di tutti i bambini albanesi in età scolare riceveva un'istruzione di qualsiasi tipo.
Durante il regno di Zog divenne necessaria l'istruzione primaria. Nonostante le scarse opportunità educative, tra le due guerre mondiali in Albania fiorì la letteratura. Progressi sostanziali erano stati raggiunti nella letteratura e nelle operazioni di editoria d'arte. Gli illustri scrittori includevano: Fan Stilian Noli, Aleksander Drenova, Esad Mekuli, Ndre Mjeda, Haki Stërmilli, Lasgush Poradeci, Faik Konica, Sterjo Spasse, Ndoc Nikaj, Foqion Postoli, Migjeni ed altri. Un sacerdote e poeta francescano, Gjergj Fishta, dominò la scena letteraria con le sue poesie sulla perseveranza degli albanesi durante la loro ricerca della libertà. In questo periodo vennero aperte 600 scuole serali nel tentativo di sradicare l'analfabetismo, ma nel 1939 l'80% della popolazione adulta era ancora analfabeta.
Nel 1939 l'Albania aveva 643 scuole primarie e 18 scuole superiori. Le scuole superiori più importanti erano: la Scuola pedagogica di Elbasan, il Liceo di Coriza, il Ginnasio di Scutari, e la Scuola di commercio di Valona con un'iscrizione di 5.700 alunni. Coloro che volevano continuare la loro formazione spesso andavano all'estero in Italia, Austria, Francia ecc. Nel 1939 circa 420 albanesi studiavano all'estero. Tra la popolazione alfabetizzata 446 persone avevano una laurea e 1.773 avevano un diploma di maturità.
Iniziarono a pubblicare i quotidiani, tra cui: Demokracia, Liria Kombëtare, Besa, Hylli i Dritës e Leka insieme a un gran numero di pubblicazioni pedagogiche e scientifiche. Organizzazioni come Gruaja Shqiptare tentarono di modernizzare la società albanese e nel 1938 andò in onda la prima stazione radiofonica nazionale. Questi furono i primi passi verso la modernizzazione del paese, ma l'Albania rimase sotto molti aspetti la nazione più sottosviluppata d'Europa.
La mancanza di sviluppo economico provocò diversi scioperi. Nel 1936, i lavoratori albanesi che lavoravano per compagnie straniere nel giacimento petrolifero di Kuçovë organizzarono uno sciopero organizzato da Puna. Un altro si tenne a Valona e nel febbraio 1936 si tenne uno sciopero di operai e artigiani a Coriza che si trasformò in una manifestazione nota come "sciopero della fame". Le opere di Migjeni descrivono la povertà e la situazione sociale di quel periodo. Nel 1929 venne fondata una società comunista ma non venne sostenuta da ortodossi, cattolici o islamici a causa della sua ideologia atea.

## Religione
In origine, sotto la monarchia, le istituzioni religiose erano poste sotto il controllo statale. Nel 1923, il congresso musulmano albanese si riunì a Tirana e decise di rompere con il Califfato istituendo una nuova forma di preghiera (in piedi, invece del tradizionale rituale salah), bandendo la poligamia e sopprimendo l'uso obbligatorio del velo (hijab) da parte delle donne in pubblico, che era stato imposto alla popolazione urbana dagli ottomani durante l'occupazione.
Nel 1929 la Chiesa ortodossa albanese venne dichiarata autocefala (indipendente).
Un anno dopo, nel 1930, venne effettuato il primo censimento religioso ufficiale. Ribadendo i dati ottomani convenzionali di un secolo prima che in precedenza coprivano il doppio del territorio e della popolazione del nuovo stato, il 50% della popolazione era raggruppato come musulmano sunnita, il 20% come cristiano ortodosso, il 20% come bektashi musulmano e il 10% come cristiano cattolico.
La monarchia era determinata che la religione non dovesse più essere un padrone orientato all'estero che divideva gli albanesi, ma un servitore nazionalizzato che li univa. Fu in questo momento che gli editoriali dei giornali iniziarono a denigrare l'adozione quasi universale di nomi musulmani e cristiani, suggerendo invece di dare ai bambini nomi albanesi neutri.
Gli slogan ufficiali cominciarono ad apparire ovunque. "La religione separa, il patriottismo unisce". "Non siamo più musulmani, ortodossi, cattolici, siamo tutti albanesi". "La nostra religione è l'albanesimo". L'inno nazionale non caratterizzava né Maometto né Gesù Cristo, ma il re Zog come "Shpëtimtari i Atdheut" (Salvatore della Patria). L'inno alla bandiera onorava il soldato morente per la Patria come un "Santo". Ci si aspettava sempre più che la moschea e la chiesa funzionassero come servi dello stato, il clero patriottico di tutte le fedi che predicava il vangelo dell'albanesimo.
La monarchia stabilì che lo stato doveva essere neutrale, senza religione ufficiale e che il libero esercizio della religione doveva essere esteso a tutte le fedi. Né nel governo né nel sistema scolastico avrebbe dovuto essere favorita una fede piuttosto che un'altra. L'albanesimo venne sostituito alla religione, e funzionari e insegnanti vennero chiamati "apostoli" e "missionari". I simboli sacri dell'Albania non erano più la croce e la mezzaluna, ma la bandiera e il re. Gli inni che idealizzavano la nazione, Skanderbeg, gli eroi di guerra, il re e la bandiera predominavano nelle lezioni di musica delle scuole pubbliche con l'esclusione praticamente di ogni altro tema.
La prima lezione di lettura nelle scuole elementari introduceva un catechismo patriottico che iniziava con questa frase: "Sono albanese. La mia patria è l'Albania". Poi segue in forma poetica: "Ma l'uomo stesso, che cosa ama nella vita?" "Ama il suo paese." "Dove vive con speranza? Dove vuole morire?" "Nel suo paese". "Dove può essere felice e vivere con onore?" "In Albania".

## L'occupazione italiana
Mentre la Germania annetteva l'Austria e si muoveva contro la Cecoslovacchia, l'Italia si vedeva diventare un membro di second'ordine dell'Asse. L'imminente nascita di un figlio reale albanese nel frattempo minacciava di dare a Zog una dinastia duratura. Dopo che Hitler invase la Cecoslovacchia (15 marzo 1939) senza avvisare Mussolini in anticipo, il dittatore italiano decise di procedere con la propria annessione dell'Albania. Il re d'Italia Vittorio Emanuele III criticò il piano per prendere l'Albania come un rischio inutile.
Roma, tuttavia, consegnò a Tirana un ultimatum il 25 marzo 1939, chiedendo che aderisse all'occupazione italiana dell'Albania. Zog rifiutò di accettare denaro in cambio del sostegno a una totale conquista e colonizzazione italiana dell'Albania ed il 7 aprile 1939 le truppe di Mussolini invasero l'Albania. Nonostante un'ostinata resistenza, specialmente a Durazzo, gli italiani liquidarono gli albanesi.
Non volendo diventare un burattino italiano, il re Zog, sua moglie, la regina Géraldine Apponyi, e il loro figlio neonato Leka fuggirono in Grecia e infine a Londra. Il 12 aprile il parlamento albanese votò per unire il paese all'Italia. Vittorio Emanuele III prese la corona albanese, gli italiani istituirono un governo fascista sotto Shefqet Verlaci e presto assorbirono il servizio militare e diplomatico dell'Albania in quello italiano.
Dopo che l'esercito tedesco sconfisse Polonia, Danimarca e Francia, un Mussolini ancora geloso decise di usare l'Albania come trampolino di lancio per invadere la Grecia. Gli italiani lanciarono il loro attacco il 28 ottobre 1940, e in una riunione dei due dittatori fascisti a Firenze, Mussolini stupì Hitler con il suo annuncio dell'invasione italiana. Mussolini contava su una rapida vittoria, ma i combattenti della resistenza greca fermarono l'esercito italiano e presto avanzarono in Albania. I greci presero Coriza e Argirocastro e minacciarono di cacciare gli italiani dalla città portuale di Valona. La presenza delle truppe greche che combattevano in Albania raffreddò l'entusiasmo degli albanesi per combattere gli italiani ed i greci e le forze di Mussolini stabilirono presto un fronte stabile nell'Albania centrale. Nell'aprile 1941, la Germania ed i suoi alleati schiacciarono sia la Grecia che la Jugoslavia e un mese dopo l'Asse diede all'Albania il controllo del Kosovo. Così i nazionalisti albanesi assistettero ironicamente alla realizzazione dei loro sogni di unire la maggior parte delle terre popolate da albanesi durante l'occupazione del loro paese da parte dell'Asse.

## Eredità
Zog, re degli albanesi era ancora il legittimo monarca del paese, ma non avrebbe riavuto il trono. I partigiani comunisti durante e dopo la guerra, sostenuti dalla Jugoslavia e dall'Unione Sovietica, soppressero i movimenti nazionalisti albanesi ed installarono un regime stalinista che sarebbe durato circa 46 anni. A re Zog venne vietato l'ingresso in Albania dai comunisti e visse in esilio per il resto della sua vita.